# Junior Caldera
Junior Caldera (...) è un disc jockey francese.
È un disc jockey di Parigi. Artista multi-strumentale, Caldera è stato influenzato da diversi stili musicali ed ha fatto musica rock prima di iniziare a produrre musica house nel 2002 mentre ha lavorato come stage designer in diversi nightclub parigini. Ha pubblicato un album studio e 3 singoli ufficiali, 2 dei quali hanno raggiunto le prime 40 posizioni nella classifica francese dei singoli. Oltre alla carriera da solista, ha prodotto remix per diversi musicisti, come Paulina Rubio ed Enrique Iglesias.

## Storia
A seguito dei suoi movimenti nella musica elettronica nel 2002, Caldera è diventato DJ resident al D! Club a Losanna e nel 2003 ha vinto una gara di mixaggio ed è stato premiato con l'opportunità di preparare il pubblico all'arrivo di David Guetta. Successivamente è passato alla EDM e nel 2007 il brano Sexy è diventato popolare in diversi club francesi, raggiungendo le prime 5 posizioni nella classifica club francese. A seguito di questo successo, Caldera è stato invitato a remixare brani di vari artisti celebri, tra i quali le Pussycat Dolls, Enrique Iglesias e Paul van Dyk.
Caldera ha continuato la sua carriera da solista, ed il 18 maggio 2009 ha pubblicato il suo primo album studio, Debut, che ha raggiunto la 193ª posizione nella classifica francese degli album più venduti. L'album contiene un brano realizzato in collaborazione con Sophie Ellis-Bextor. Attualmente, Caldera ha pubblicato 3 singoli; "Feel It" è stato pubblicato nel Febbraio del 2008, non entrando nella classifica dei singoli più venduti, e "Sleeping Satellite" (remix house dell'omonimo singolo di Tasmin Archer), pubblicato il 15 settembre dello stesso anno, ha raggiunto la 37ª posizione nella classifica dei singoli francesi, mantenendola per 12 settimane.
Il singolo che ha raggiunto la posizione più alta in classifica è stato "Can't Fight this Feeling", con Sophie Ellis-Bextor, che ha raggiunto la 13ª posizione in Francia, rimanendo in classifica per 17 settimane consecutive; ha raggiunto le prime posizioni anche in Russia, oltre ad essere un brano suonato nella scena dance mondiale. Nel 2011, ha realizzato un remix del brano "Live Your Dreams", del DJ Antoine Clamaran e cantato da Soraya, che è entrato nelle classifiche di 14 Paesi. La versione Radio Edit è stata inclusa nell'album Dreamer di Soraya.
È autore anche del remix del brano Zouglou Dance, dei Magic System.

## Discografia

### Album in studio
- 2009 – Debut - FRA #193[3]

### Singoli
| Titolo                   | Cantante            | FRA | FRA Club | Anno |
| ------------------------ | ------------------- | --- | -------- | ---- |
| Feel It                  | Vika Kova           | _   | 22       | 2007 |
| Sexy                     | _                   | _   | 24       | 2007 |
| Sleeping Satellite       | Audrey Lavergne     | 37  | 11       | 2008 |
| The Way                  | Elan                | 22  | 14       | 2009 |
| What You Get             | Billy Bryan         | 14  | 6        | 2009 |
| "Algo De Ti"             | Paulina Rubio       | -   | -        | 2010 |
| Can't Fight This Feeling | Sophie Ellis-Bextor | 13  | 9        | 2010 |
| A Little Bit More        | Keely Pressly       | -   | -        | 2010 |
| (It Is) Blasphemy        | Cinema Bizarre      | -   | -        | 2011 |
| It's On Tonight          | Kardinal Offishall  | -   | -        | 2011 |